# Neocteniza toba
Neocteniza toba là một loài nhện trong họ Idiopidae.
Loài này thuộc chi Neocteniza. Neocteniza toba được Pablo A. Goloboff miêu tả năm 1987.